# Euploea camorta
Euploea camorta är en fjärilsart som beskrevs av Wood-mason och De Nicéville 1881. Euploea camorta ingår i släktet Euploea och familjen praktfjärilar. Inga underarter finns listade i Catalogue of Life.